# 帰り路をなくして
「帰り路をなくして」（かえりみちをなくして）は、鬼束ちひろの16枚目のシングル。

## 解説
2009年7月22日に発売。作詞・作曲は鬼束ちひろ、編曲・音楽プロデュースは坂本昌之。
前作「X/ラストメロディー」の発売日である5月20日に、公式サイト上で発売が発表された。本作は「レコーディングの都合」として、公式サイト以外での主だったプロモーション活動は行わなかった。初回プレス盤のみ、帯には「鬼束ちひろ2009キャンペーン」の応募券が付属しており、シングル「X/ラストメロディー」「陽炎」付属の応募券と併せて応募すると、特典ポスターが抽選で当たるキャンペーンが行われた。

## 収録曲
1. 帰り路をなくして [6:38]
  - 作詞・作曲：鬼束ちひろ／編曲：坂本昌之

ピアノ、ストリングス、およびバンドサウンドで構成されるバラード。歌詞は本人の公式コメント曰く「仕事に、人生に疲れた男たちの応援歌」として、「光と闇」（なお、本作の発売日は皆既日食が観測できた日である）をテーマに制作された。
PVのディレクターは、前作「X」に続いて柿本ケンサクが務めている。ビジュアルにおいては、歌詞の「血の涙」という表現をもとに、本人の意向で自身の目を緋色にしている。
2. I Pass By 〜Darksmoke Version〜 [3:57]
  - 作詞・作曲：鬼束ちひろ／編曲：坂本昌之

英語詞楽曲。これまでピアノやキーボードを用いて作曲を行ってきた鬼束にとって、初めてギターを用いて作曲された。アコースティックギターのみによる構成で、オリジナルバージョンは、10月28日発売のアルバム『DOROTHY』に収録される。ギター演奏は、PARACHUTEのギタリストでスタジオミュージシャンとして主に活動している今剛によるもの。

## 収録アルバム
帰り路をなくして
- 『DOROTHY』
- 『"ONE OF PILLARS" 〜BEST OF CHIHIRO ONITSUKA 2000-2010〜』
- 『GOOD BYE TRAIN 〜ALL TIME BEST 2000-2013』
- 『REQUIEM AND SILENCE』

I Pass By
- 『DOROTHY』※オリジナルミックスとして収録